# سریل هانوئونا
سریل هانوئونا (به انگلیسی: Cyril Hanouna) (زاده ۲۳ سپتامبر ۱۹۷۴) بازیگر، مجری، خواننده، نویسنده، کمدین فرانسوی است.
از فیلم‌های معروف او می‌توان به بازی در فیلم پاتایا اشاره کرد.